# 勒韦尔热
勒韦尔热（法語：Le Verger，法語發音：[lə vɛʁʒe]）是法国伊勒-维莱讷省的一个市镇，位于该省西部偏南，属于雷恩区和雷恩都会区，其市镇面积为6.96平方公里，2022年1月1日时人口数量为1404人。
勒韦尔热是雷恩都会区的组成部分，位于雷恩市区西南，是雷恩的一个远郊卫星城。

## 行政
勒韦尔热的邮政编码为35160，INSEE市镇编码为35351。

## 地名
勒韦尔热在法语中本意为“果园”。

## 地理

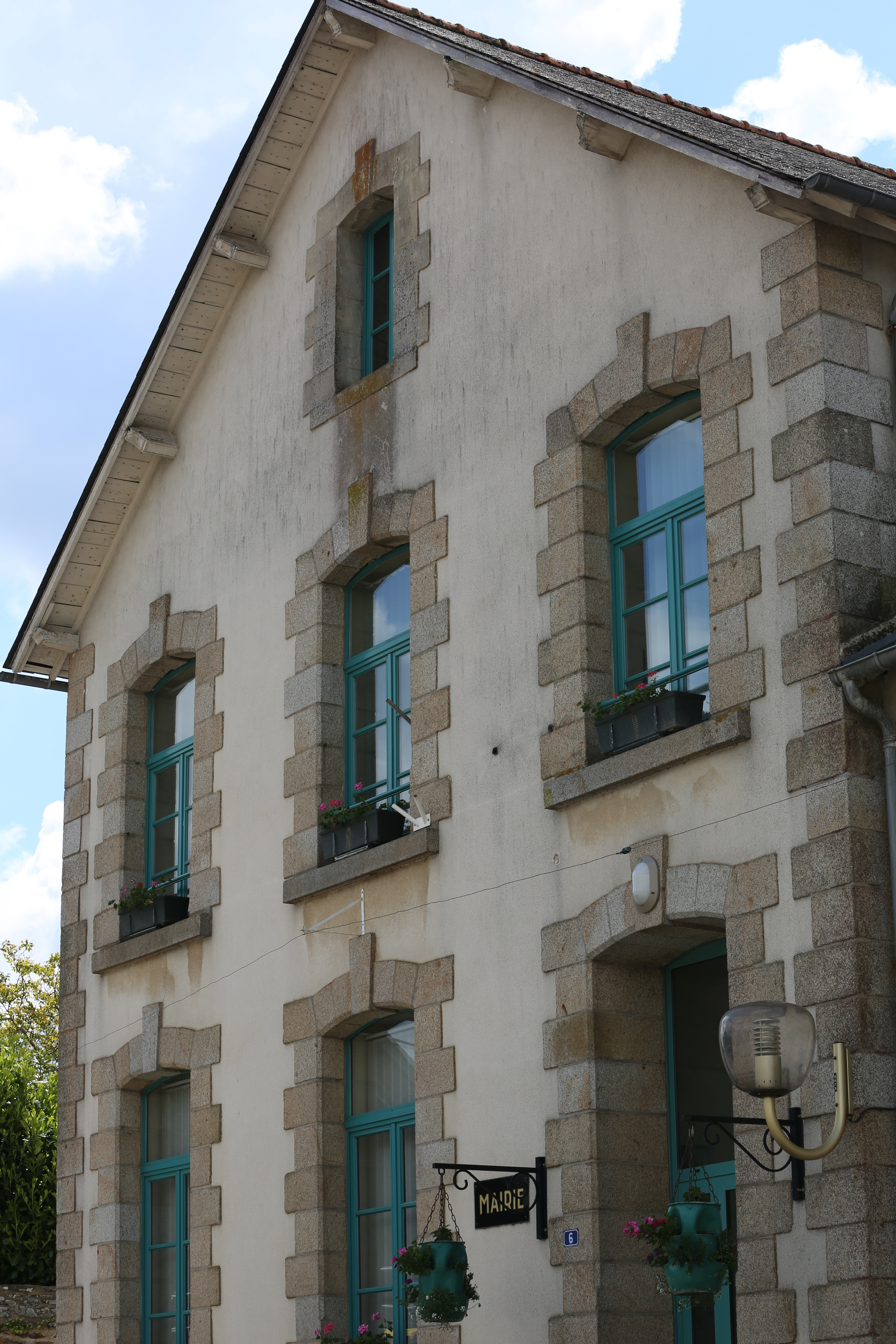
勒韦尔热市政厅

勒韦尔热（48°4'10"N, 1°55'59"W）位于法国西北部，布列塔尼大区东部和伊勒-维莱讷省西部偏南，距离省会雷恩大约22公里。
与勒韦尔热接壤的市镇包括：布雷阿勒苏蒙福尔、蒙泰尔菲勒、圣蒂里亚勒、莫尔代勒、塔朗萨克。
勒韦尔热境内地势平坦，海拔在29至92米之间。
圣洛朗浅滩溪（ruisseau du Gué de Saint-Laurent）自西向东流经勒韦尔热境内。
按照柯本气候分类法，勒韦尔热属于较为典型的温带海洋性气候，全年温差较小，降水分布均匀。

## 交通
伊勒-维莱讷省省道D40线、D69线和D812线经过勒韦尔热境内。雷恩公交55路的西端终点站“勒韦尔热-埃格利斯站”（Le Verger Eglise）位于勒韦尔热境内。

## 政治
现任勒韦尔热市长为希尔薇·加利克女士（Sylvie Galic），她是一名无党派人士。

## 人口
| 年份   | 1936 | 1946 | 1954 | 1962 | 1968 | 1975 | 1982 | 1990 | 1999  | 2006  | 2007  | 2012  | 2018  |
| ------ | ---- | ---- | ---- | ---- | ---- | ---- | ---- | ---- | ----- | ----- | ----- | ----- | ----- |
| 人口數 | 392  | 344  | 357  | 385  | 395  | 653  | 722  | 915  | 1,099 | 1,416 | 1,459 | 1,476 | 1,439 |